# Mouy

Mouy este o comună în departamentul Oise, Franța. În 1 ianuarie 2022 avea o populație de 5.339 de locuitori.